# فاضل البراك
فاضل البراك (1942-1992)، كاتب وباحث رئيس سابق لجهاز المخابرات العامة العراقية.

## حياته
ولد فاضل بَرّاك حسين الناصري، الذي عُرف بفاضل البراك في مدينة تكريت  عام 1942 ينحدر من قبيلة البو ناصر، عشيرة البيكات، من فخذ البو موسى فرج، أكمل دراسته في سامراء، التحق بحزب البعث عام 1958، التحق بالكلية العسكرية عام 1962 دورة 41، وعضو في التنظيم العسكري للحزب في الكلية. في عام 1966، وبعدما سيطر عبد السلام عارف على الحكم في 18 تشرين الثاني 1963 أحال تلك الدورة إلى وظائف مدنية كونها تضم بعثيين. قال فاضل في حوار مع مجلة مجلة ألف باء إنّ أول مرة تقابل فيها مع صدام حسين كانت عام 1966. كان البراك برتبة ملازم أول في مقر مدرسة ه.أ.ك في الرشيد العسكري. لعب البراك دورا في ثورة 1968، وبعد نجاح الثورة عمل البراك ضابط أمن القصر الجمهوري. يقول صلاح عمر العلي أن البراك كشف محاولة انقلاب عرفت بمؤامرة داود عبد السلام الدركزلي عام 1969. بعدها نقل ليكون مرافقاً للرئيس البكر، بعدها عمل آمر قوة حماية الإذاعة وأثناء عمله كشف مؤامرة أخرى تسمى مؤامرة عبد الغني الراوي.

## عمله في أوروبا
نقل البراك إلى روسيا عام 1970 في منصب معاون ملحق عسكري ومسؤول تنظيمات حزب البعث في أوروبا الشرقية ومنسق بين أجهزة الاستخبارات. ظهرت إمكانياته الاستخبارية أكثر عندما قام بشق خليل الجزائري أمين تنظيم الحزب الشيوعي العراقي في الاتحاد السوفيتي. حصل البراك على شهادة الدكتوراه من معهد الاستشراق التابع لأكاديمية العلوم السوفيتية بعنوان دور الجيش العراقي في حكومة الدفاع الوطني والحرب مع بريطانيا 1941. نقل فاضل البراك إلى بغداد عام 1976 مديرا للأمن العام فعمل على بناء المديرية وتطويرها. عام 1983 أقصي برزان من المخابرات وعُيّن هشام صباح الفخري مديرا للمخابرات. وبعد فترة قصيرة، في أوائل عام 1984، عين فاضل البراك مديرا لجهاز المخابرات بشهادة سالم الجميلي. في عهده تم إقرار منهجية عمل جهاز المخابرات وكانت بمثابة دستور عمل الجهاز وتم إنجاز نظام معالمة المعلومات ونظام إدارة المصادر وتحديد صلاحيات المفاصل القيادية في الجهاز بشكل دقيق وتحول الجهاز إلى مؤسسة أمنية رصينة. انتخب البراك عضوا في القيادة القطرية لحزب البعث ولكنه تنازل لانشغاله كمدير للمخابرات وبقي عضو قيادة احتياط وعضو المكتب العسكري للحزب. حصل على نوطين شجاعة في عام 1986 فضلا عن شارة الحزب.

## نهاية خدمته في المخابرات
عام 1989 نقل فاضل البراك من المخابرات إلى ديوان رئاسة الجمهورية رئيس الدائرة السياسية ومستشار الرئيس، بعد احتلال الكويت يقول عبد الملك الياسين في لقاء تلفزيوني شكلت لجنة بأمر الرئيس صدام رأسها البراك والياسين وضمت عددا من أساتذة الجامعات لتقديم رأي للرئيس صدام حول أزمة الكويت والتهديدات الأمريكية للعراق. أوصت اللجنة بضرورة الانسحاب لخطورة الوضع، ولكن صدام رفض التوصية وحل اللجنة. أُحيل فاضل البراك على التقاعد عام 1991.

## دوره الإقليمي
أدار البراك ملفات إقليمية كشف بعضها وما يزال بعضها الآخر غير معروف. ذكر محمد حسنين هيكل أن البراك اجتمع في مدريد مع روبرت غيتس الذي أُغرى العراق لضرب الثورة الإيرانية مقابل وعد بالسماح للعراق بالسيطرة على الكويت. أكد سكرتير الرئيس عبد الجبار محسن هذه المعلومة وعرف الاجتماع بمؤتمر مدريد السري. عام 1990 قبل إحتلال الكويت زار البراك لندن والولايات المتحدة 
كان البراك معارضا للحرب مع إيران، وكان رأيه أن بالإمكان تلافي الحرب، والوصول إلى اتفاق سلمي مع إيران، لكن القيادة كانت قد اتخذت قرار الحرب.
كُلف البراك بإعادة العلاقات مع ليبيا ونجح في إعادتها وإبعاد الزعيم القذافي عن إيران بعد سنوات من دعم ليبيا لإيران.
استطاع البراك أثناء الحرب الأهلية اللبنانية أن يصنع للعراق دورا هناك، وكانت له علاقة مع سمير جعجع والرئيس أمين الجميل أثناء مواجهتهما للنفوذ الإيراني والسوري.
كانت له علاقة وثيقة بالقيادة الفلسطينية من خلال الرئيس عرفات وأبو إياد.
أشرف البراك على منظمة مجاهدي خلق الإيرانية، إضافة إلى علاقاته مع رؤساء أجهزة مخابرات عربية ودولية.

### علاقته مع محمد باقر الصدر
سعى فاضل البراك لإعادة علاقة محمد باقر الصدر مع السلطة بعد انتصار الثورة الاسلامية في إيران عام 1979. قال محمد رضا النعماني، مرافق محمد باقر الصدر، في لقاء تلفزيوني:
ويقول النعماني أيضا:

## وفاته
هناك جدل حول وفاته، في ظل تعدد الروايات، منها القول بإعدامه عام 1992 بتهمة الخيانة، حيث ظهرت شهادات رجال مخابرات وشخصيات تقول سبب إعدامه أو مقتله كان خلافه مع إخوان الرئيس ولمعارضته احتلال الكويت، يقول العميد خليل ابراهيم معاون مدير المخابرات اطلعت على إضبارة قضية البراك لم أجد دليل أنه تورط بعميلة تجسس وسبب إعدامه خلافات شخصيه، يقول سالم الجميلي أن البراك لم تثبت عليه تهمه الخيانة لكن أثناء التحقيق معه انتقد احتلال الكويت وأرسل الشريط جلسة التحقيق إلى الرئيس وكانت كافية لإعدامه، يقول البعثي طالب السعدون أن الولايات المتحدة أثناء عاصفه الصحراء بحثت عن بديل لصدام وطرحو مواصفات تتطابق مع البراك.
ذكر سليمان الفرزلي أن البراك أحد القلائل في عهد صدام الذين كانوا ينتقدون شواذ وشوائب النظام علنا، ذكر نزار الخزرجي أنه نصح البراك بأن يضبط لسانه ويلزم الحذر في كلامه عن سياسات النظام ذكر بعض الباحثين أن حسين كامل حسن وسبعاوي إبراهيم الحسن، كانا سببا وراء تصفيته بسبب الغيرة والحقد على مكانته عند الرئيس، وتم تنفيذ الإعدام في منطقة سلمان باك في موقع تابع للمخابرات، وأن مقتله حصل بدون علم «صدام» بعد مشاجرة ساخنة بين البراك وحسين كامل وسبعاوي، وأن حسين كامل قتله بمسدسه الشخصي، وعندما علم الرئيس بمقتله إستشاط غضبا على حسين كامل ولم يرضى بتبريره وقصته، وكتمها في نفسه وقال أنه خسر بذلك فارسا من الفرسان الشجعان.
أما الموقف الرسمي لصدام حسين فأنكر إعدامه وقال باستشهاده في مهمة سرية، وتم اعتباره شهيدا من الطراز الأول مما جعل هذه الرواية هي الراجحة عند بعض الباحثين والمؤرخين.

## مؤلفاته
- دور الجيش العراقي في حكومة الدفاع الوطني والحرب مع بريطانيا 1941.
- إستراتيجية الأمن القومي آراء وأفكار.
- تحالفات الأضداد.
- المدارس اليهودية والإيرانية في العراق: دراسة ومقارنة.
- مصطفى البارزاني الأسطورة والحقيقة.[34]
- إستراتيجية الأمن الداخلي [35]

## وصلات خارجية
- لماذا صفّى صدام حسين صندوقَه الأسود بعد غزو الكويت.